# Patrício Freire
Patrício "Pitbull" Freire, född 7 juli 1987 är en brasiliansk MMA-utövare som tävlar i Bellator där han är både deras lättvikts-, och fjäderviktsmästare. Han är yngre bror till MMA-utövaren Patricky Freire som även han tävlar i Bellator.
Han är tillsammans med Ryan Bader en av de enda två som innehaft bälten i två viktklasser samtidigt i Bellator.

## MMA

### Tidig karriär
Freire började träna BJJ vid tio års ålder för att försöka motverka stigmat kring sin vikt.  Redan som tonåring kunde han träna vid den berömda "Chute Boxe Academy" tillsammans med MMA-stjärnor som Wanderlei Silva och Mauricio Rua
Freire debuterade som proffs mars 2004 vid 16 års ålder. Under de första fem och ett halvt åren tävlade han uteslutande hemma i Brasilien och kom att ha ett obesegrat facit om 12-0 där alla utom två vinster kom via avslut.
Innan han skrev på för Bellator var Freire en av de högst rankade MMA-utövarna utanför den nordamerikanska MMA-scenen.

### Bellator
Efter att ha gått 12-0 på den lokala scenen skrev Freire på för Bellator. Han gjorde sin nordamerikanska debut 22 april 2010 i Bellators fjäderviktsturnering.
Den 20 februari 2019 meddelade Bellator att Freire hade skrivit på en flerårig, flera fighter lång förlängning av kontraktet med dem. Den första matchen inom ramen för det nya avtalet gick mot Michael Chandler på Bellator 221 den 11 maj 2019 för lättviktstiteln. Han vann matchen via TKO i första ronden och blev därigenom en av de endast två personer någonsin som hållit titlar i två viktklasser samtidigt.

## Mästerskap och utmärkelser
- Bellator
  - Världsmästare i lättvikt (2019 –)
  - Världsmästare i fjädervikt (2014 –)

- Bleacher Report
  - 2011 års MMA Allstar första team

- MMA Junkie
  - Månadens match (Fight of the Month) vs. Daniel Straus: November 2015.[3]

## Tävlingsfacit MMA
| Resultat | Facit | Motståndare                      | Metod                            | Evenemang                   | Datum             | Rond | Tid  | Plats                     | Notering                     |
| -------- | ----- | -------------------------------- | -------------------------------- | --------------------------- | ----------------- | ---- | ---- | ------------------------- | ---------------------------- |
| Vinst    | 1-0   | Dida Dida                        | TKO (hörnan kastar in handduken) | Desafio Natal vs. Nordeste  | 9 mars 2004       | 1    | 5:00 | Natal, Brasilien          |                              |
| Vinst    | 2-0   | Marlon Silva                     | Domslut (enhälligt)              | Brazilian Challenger 2      | 21 oktober 2004   | 3    | 5:00 | Natal, Brasilien          |                              |
| Vinst    | 3-0   | Tarcisio Jardim                  | Submission (giljotin)            | Octagon Fight 1             | 24 februari 2005  | 2    | n/a  | Natal, Brasilien          |                              |
| Vinst    | 4-0   | Joao Paulo Rodrigues de Souza    | Submission (giljotin)            | FSLB 1                      | 8 september 2005  | 2    | n/a  | Natal, Brasilien          |                              |
| Vinst    | 5-0   | Rafael Silva                     | Submission (armbar)              | Tridenium Combat            | 6 april 2006      | 2    | 3:05 | Fortaleza, Brasilien      |                              |
| Vinst    | 6-0   | Jadyson Costa                    | Submission (rear-naked)          | Leal Combat – Natal         | 5 juli 2007       | 1    | 4:34 | Natal, Brasilien          |                              |
| Vinst    | 7-0   | Paulo Dantas                     | Submission (heel hook)           | Leal Combat – Natal         | 27 september 2007 | 1    | 2:21 | Natal, Brasilien          |                              |
| Vinst    | 8-0   | Fernando Vieira                  | Domslut (enhälligt)              | Leal Combat – Premium       | 5 juni 2008       | 3    | 5:00 | Natal, Brasilien          |                              |
| Vinst    | 9-0   | Gleristone Santos                | KO (flygande knä)                | Brazil Nordeste Combat      | 2 april 2009      | 1    | 2:16 | Natal, Brasilien          |                              |
| Vinst    | 10-0  | Giovanni Diniz                   | Submission (kimura)              | Platinum Fight Brazil 1     | 13 augusti 2009   | 1    | 2:20 | Natal, Brasilien          |                              |
| Vinst    | 11-0  | Vinicius Zani                    | KO (huvudspark och slag)         | Eagle Fighting Championship | 26 september 2009 | 1    | 1:24 | Guarulhos, Brasilien      |                              |
| Vinst    | 12-0  | Johnny Iwasaki                   | Submission (giljotin)            | Platinum Fight Brazil 2     | 5 december 2009   | 2    | 3:27 | Rio de Janeiro, Brasilien |                              |
| Vinst    | 13-0  | Will Romero                      | Submission (heel hook)           | Bellator 15                 | 22 april 2010     | 2    | 3:27 | Uncasville, CT, USA       |                              |
| Vinst    | 14-0  | Wilson Reis                      | Domslut (enhälligt)              | Bellator 18                 | 13 maj 2010       | 3    | 5:00 | Monroe, LA, USA           |                              |
| Förlust  | 14-1  | Joe Warren                       | Domslut (delat)                  | Bellator 23                 | 24 juni 2010      | 3    | 5:00 | Louisville, KY, USA       |                              |
| Vinst    | 15-1  | Georgi Karakhanyan               | TKO (slag)                       | Bellator 37                 | 19 mars 2011      | 3    | 0:56 | Concho, OK, USA           |                              |
| Vinst    | 16-1  | Wilson Reis                      | KO (slag)                        | Bellator 41                 | 16 april 2011     | 3    | 3:29 | Yuma, AZ, USA             |                              |
| Vinst    | 17-1  | Daniel Straus                    | Domslut (enhälligt)              | Bellator 45                 | 21 maj 2011       | 3    | 5:00 | Lake Charles, LO, USA     |                              |
| Förlust  | 17-2  | Pat Curran                       | Domslut (delat)                  | Bellator 85                 | 13 januari 2013   | 5    | 5:00 | Irvine, CA, USA           | Match om fjäderviktstiteln   |
| Vinst    | 18-2  | Jared Downing                    | TKO (slag)                       | Bellator 97                 | 31 juli 2013      | 2    | 0:54 | Rio Rancho, NM, USA       |                              |
| Vinst    | 19-2  | Diego Nunes                      | KO (slag)                        | Bellator 99                 | 13 september 2013 | 1    | 1:19 | Temecula, CA, USA         |                              |
| Vinst    | 20-2  | Fabricio de Assis Costa da Silva | Domslut (enhälligt)              | Bellator 103                | 11 oktober 2013   | 3    | 5:00 | Wichita, KS, USA          |                              |
| Vinst    | 21-2  | Justin Wilcox                    | TKO (slag)                       | Bellator 108                | 15 november 2013  | 1    | 2:23 | Atlantic City, NJ, USA    |                              |
| Vinst    | 22-2  | Pat Curran                       | Domslut (enhälligt)              | Bellator 123                | 5 november 2014   | 5    | 5:00 | Atlantic City, NJ, USA    | Vann fjäderviktstiteln       |
| Vinst    | 23-2  | Daniel Straus                    | Submission (rear-naked)          | Bellator 132                | 16 januari 2015   | 4    | 4:49 | Temecula, CA, USA         | Försvarade fjäderviktstiteln |
| Vinst    | 24-2  | Daniel Weichel                   | KO (slag)                        | Bellator 138                | 19 juni 2015      | 2    | 0:32 | St. Louis, MO, USA        | Försvarade fjäderviktstiteln |
| Förlust  | 24-3  | Daniel Straus                    | Domslut (enhälligt)              | Bellator 145                | 6 november 2015   | 5    | 5:00 | St. Louis, MO, USA        | Förlorade fjäderviktstiteln  |
| Vinst    | 25-3  | Henry Corrales                   | Submission (giljotin)            | Bellator 153                | 22 april 2016     | 2    | 4:09 | St. Louis, MO, USA        |                              |
| Förlust  | 25-4  | Benson Henderson                 | TKO (benskada)                   | Bellator 160                | 26 augusti 2016   | 2    | 2:26 | Los Angeles, CA, USA      | Lättviktsdebut               |
| Vinst    | 26-4  | Daniel Straus                    | Submission (giljotin)            | Bellator 178                | 21 april 2017     | 2    | 0:37 | Uncasville, CT, USA       | Vann fjäderviktstiteln       |
| Vinst    | 27-4  | Daniel Weichel                   | Domslut (delat)                  | Bellator 203                | 14 juli 2018      | 5    | 5:00 | Rom, Italien              | Försvarade fjäderviktstiteln |
| Vinst    | 28-4  | Emmanuel Sanchez                 | Domslut (enhälligt)              | Bellator 209                | 15 november 2018  | 5    | 5:00 | Tel Aviv, Israel          | Försvarade fjäderviktstiteln |
| Vinst    | 29-4  | Michael Chandler                 | TKO (slag)                       | Bellator 221                | 11 maj 2019       | 1    | 1:01 | Rosemont, IL, USA         | Vann lättviktstiteln         |
| Vinst    | 30-4  | Juan Archuleta                   | Domslut (enhälligt)              | Bellator 228                | 28 september 2019 | 5    | 5:00 | Inglewood, CA, USA        | Försvarade fjäderviktstiteln |
| Vinst    | 31-4  | Pedro Carvalho                   | KO (slag)                        | Bellator 252                | 12 november 2020  | 1    | 2:10 | Uncasville, CT, USA       | Försvarade fjäderviktstiteln |
| Vinst    | 32-4  | Emmanuel Sanchez                 | Teknisk submission (giljotin)    | Bellator 255                | 2 april 2021      | 1    | 3:35 | Uncasville, CT, USA       | Försvarade fjäderviktstiteln |